# Municipio de McPherson (condado de McPherson)
El municipio de McPherson (en inglés: McPherson Township) es un municipio ubicado en el condado de McPherson en el estado estadounidense de Kansas. En el año 2010 tenía una población de 536 habitantes y una densidad poblacional de 7,15 personas por km².

## Geografía
El municipio de McPherson se encuentra ubicado en las coordenadas 38°23′55″N 97°38′19″O / 38.39861, -97.63861. Según la Oficina del Censo de los Estados Unidos, el municipio tiene una superficie total de 74.92 km², de la cual 74,73 km² corresponden a tierra firme y (0,24 %) 0,18 km² es agua.

## Demografía
Según el censo de 2010, había 536 personas residiendo en el municipio de McPherson. La densidad de población era de 7,15 hab./km². De los 536 habitantes, el municipio de McPherson estaba compuesto por el 96,46 % blancos, el 1,12 % eran amerindios, el 0,93 % eran asiáticos, el 1,12 % eran de otras razas y el 0,37 % eran de una mezcla de razas. Del total de la población el 1,31 % eran hispanos o latinos de cualquier raza.